# John Steel Hagenbuch
John Steel Hagenbuch (* 1. Oktober 2001) ist ein US-amerikanischer Skilangläufer.

## Werdegang
Hagenbuch nahm im Dezember 2017 in West Yellowstone erstmals an der US Super Tour teil, wobei der den 41. Platz im Sprint errang. Bei den Junioren-Skiweltmeisterschaften 2019 in Lahti gewann er die Goldmedaille mit der Staffel. Zudem kam er dort auf den 34. Platz über 10 km Freistil und auf den 17. Rang im 30-km-Massenstartrennen. Im folgenden Jahr holte er bei den Junioren-Skiweltmeisterschaften in Oberwiesenthal erneut die Goldmedaille mit der Staffel und belegte über 10 km klassisch den 25. Platz sowie den 20. Rang im 30-km-Massenstartrennen. In der Saison 2020/21 nahm er im Engadin erstmals am Skilanglauf-Weltcup teil, wobei er den 72. Platz im 15-km-Massenstartrennen sowie den 69. Platz in der Verfolgung errang und lief bei den Junioren-Skiweltmeisterschaften 2021 in Vuokatti auf den 23. Platz im 30-km-Massenstartrennen, auf den 17. Rang über 10 km Freistil sowie auf den achten Platz mit der Staffel. In der folgenden Saison holte er bei der US Super Tour drei Siege und wurde damit Zweiter in der Gesamtwertung. Bei den U23-Weltmeisterschaften 2022 in Lygna belegte er den 41. Platz über 15 km klassisch, den 39. Rang im Sprint und den 12. Platz mit der Staffel. In der Saison 2022/23 kam er bei den U23-Weltmeisterschaften 2023 in Whistler auf den 23. Platz im 20-km-Massenstartrennen sowie auf den 19. Rang über 10 km Freistil und gewann bei den Winter World University Games 2023 in Lake Placid die Bronzemedaille in der Verfolgung sowie die Goldmedaille im 30-km-Massenstartrennen. Zudem wurde er dort Neunter im Sprint und Siebter über 10 km klassisch. Nach Platz 66 über 10 km klassisch in Ruka zu Beginn der Saison 2023/24, holte er mit zwei 45. Plätzen sowie den 13. Platz in Östersund über 10 km Freistil seine ersten Weltcuppunkte.

## Siege bei Continental-Cup-Rennen
| Nr. | Datum             | Ort            | Disziplin                    | Serie         |
| --- | ----------------- | -------------- | ---------------------------- | ------------- |
| 1.  | 15. Januar 2022   | Sun Valley     | 10 km Freistil               | US Super Tour |
| 2.  | 30. Januar 2022   | Lake Placid    | 10 km Freistil Massenstart   | US Super Tour |
| 3.  | 6. Februar 2022   | Craftsbury     | 10 km Freistil Verfolgung    | US Super Tour |
| 4.  | 22. März 2023     | Craftsbury     | 10 km klassisch              | US Super Tour |
| 5.  | 5. Januar 2024    | Soldier Hollow | 20 km Freistil Massenstart 1 | US Super Tour |
| 6.  | 28. Januar 2024   | Craftsbury     | 27 km Freistil Massenstart   | US Super Tour |
| 7.  | 26. März 2024     | Duluth         | 40 km Freistil Massenstart 1 | US Super Tour |
| 8.  | 15. Dezember 2024 | Hayward        | 10 km Freistil               | US Super Tour |
| 9.  | 2. Januar 2025    | Anchorage      | 10 km Freistil 1             | US Super Tour |
| 10. | 24. Januar 2025   | Bozeman        | 20 km Freistil Massenstart   | US Super Tour |
| 11. | 26. Januar 2025   | Bozeman        | 7,5 km klassisch             | US Super Tour |
| 12. | 26. März 2025     | Lake Placid    | 10 km Freistil               | US Super Tour |
| 13. | 30. März 2025     | Lake Placid    | 40 km klassisch Massenstart  | US Super Tour |